# Boucle coronale

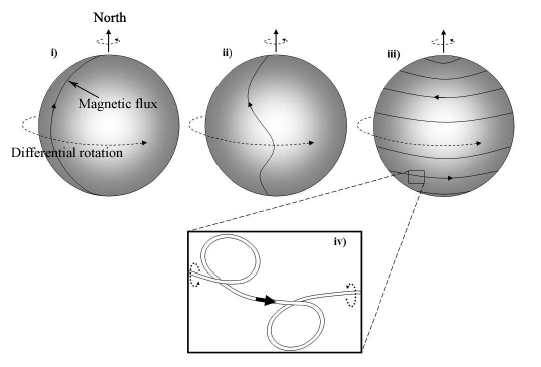
Diagramme montrant l'évolution du flux magnétique lors d'un cycle solaire.

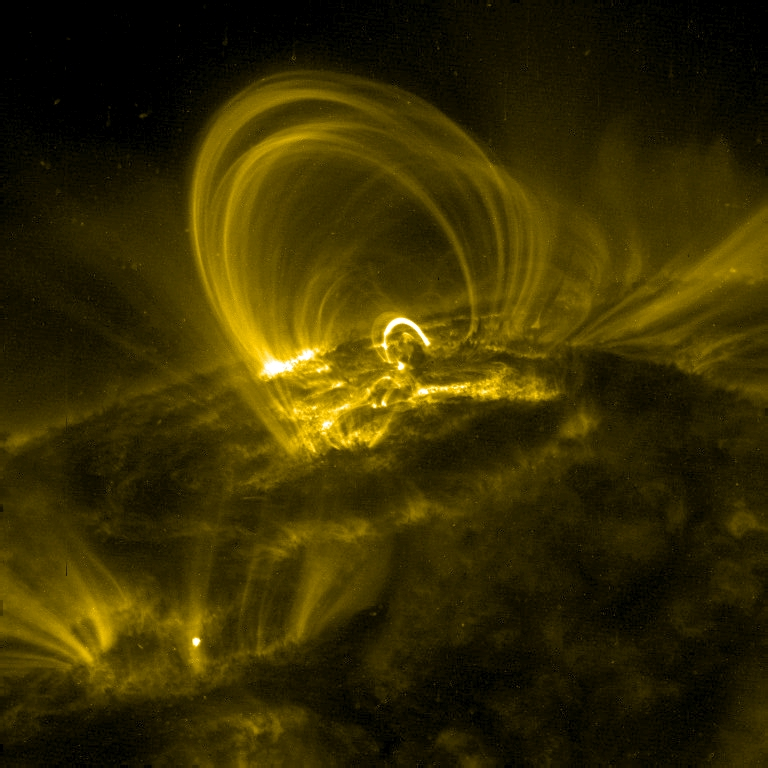
Boucles coronales typiques observées par TRACE.

Les boucles coronales forment la structure fondamentale de la couronne inférieure et de la région de transition du Soleil. Ces boucles fortement structurées sont une conséquence directe de la torsion du champ magnétique solaire par la dynamo solaire. Le nombre de boucles coronales est lié directement au cycle solaire, on constate souvent que les boucles coronales sont associées à des taches solaires par leurs extrémités. Le champ magnétique remonte à travers la photosphère, ce qui expose un plasma relativement plus froid aux pieds de ces boucles. Ce plasma est plus froid à cause du champ magnétique orienté radialement, qui arrête le processus de convection dans ces zones. La chaleur ne peut alors plus remonter en surface par convection, et le contraste entre la photosphère et ce plasma plus froid donne l'impression de « taches sombres » ou « taches solaires ».

## Caractéristiques physiques
Une boucle coronale est un champ magnétique fixé aux deux extrémités, dépassant du corps de l'étoile au travers de l'atmosphère solaire. Ce sont des structures parfaites à observer  pour étudier le transfert d'énergie solaire, à travers la région de transition jusqu'à la couronne.
Les boucles peuvent chauffer la couronne à des températures de l'ordre du million de kelvins. Ces températures peuvent être très variables selon la longueur d'onde, on distingue les boucles dites « fraîches » (inférieures à 1 MK) et celles dites « chaudes » (égales ou supérieures à 1 MK).

### Les boucles coronales et l'énigme du chauffage coronal
Un flux fermé n'est pas considéré comme une boucle coronale si on ne retrouve pas de plasma au sein de la structure. C'est pourquoi la boucle coronale constitue un phénomène qu'on retrouve rarement à la surface du soleil étant donné que la majorité des boucles ne présente pas de plasma. Cela implique que le mécanisme qui chauffe la couronne solaire et qui injecte du plasma chromosphérique dans le flux magnétique est très localisé. De plus, l'origine de ce mécanisme demeure un mystère. Toutefois, on sait que ce dernier doit être assez stable pour continuer de fournir la couronne solaire en plasma chromosphérique et également de chauffer le plasma de 6000K à plus de 1MK sur de courtes régions allant de la chromosphère à la couronne. C'est pour cette raison que les boucles coronales sont ciblées par un grand nombre de recherches. Elles sont ancrées dans la photosphère et sont alimentées par le plasma chromospérique et doivent traverser la région de transition pour exister à des températures coronales après avoir subi un chauffage intense.
L'idée que le problème associé à la hausse de température de la couronne solaire soit seulement causé par un simple mécanisme de chauffage coronal est erronée. Premièrement, le plasma utilisé dans le remplissage de boucles hautement denses est drainé de la chromosphère. Il n'y a aucun mécanisme coronal connu pouvant compresser du plasma coronal et l'injecter dans des boucles à des altitudes coronales. Deuxièmement, les observations suggèrent que la circulation coronale seraient engendrée par une source de plasma chromosphérique. Le plasma est donc d'origine chromosphérique et sa provenance doit être considérée lorsqu'on analyse les phénomènes de chauffage coronal. Les phénomènes de gain d'énergie et de chauffage sont probablement reliés à un mécanisme commun.

## Observations
Les boucles coronales ont été observées pour la première fois en 1946 et en 1952 par les spectrogrammes des fusées Aerobee utilisés pour mesurer les rayons UV et les émissions Lyman-α. En 1991, le satellite japonais Yohkoh du centre spatial de Uchinoura est lancé avec pour objectif d'observer les rayons gamma et rayons X du Soleil. Celui-ci est perdu le 14 décembre 2001 en raison d'une défaillance de batterie, mais il a eu le temps de révolutionner les observations dans la gamme des rayons X.
Le satellite Solar and Heliospheric Observatory (SOHO) a été lancé en décembre 1995 et n'aurait dû observer que pendant deux ans, mais sa mission a été prolongée jusqu'en mars 2007, lui permettant de couvrir un cycle solaire complet de 11 ans. SOHO fait face en permanence au soleil et reste en orbite lente autour du premier point de Lagrange (L1), en équilibre entre l'attraction du Soleil et celle de la Terre.
En 2006, le satellite Hinode, issu d'une collaboration entre les agences spatiales japonaise (Agence d'exploration aérospatiale japonaise), américaine (NASA), européenne (ESA) et britannique, est lancé afin de succéder au Yohkoh. Le 28 octobre 2006, les premières photos du satellite sont prises.